# Fritz Zeckendorf
Fritz Zeckendorf, vollständiger Name Friedrich Zeckendorf (* 7. Januar 1886 in Budapest; † vermutlich Mai 1943 im KZ Auschwitz) war ein deutscher Drehbuchautor und NS-Opfer.

## Leben
Der gebürtige Budapester hatte nach einem abgeschlossenen Hochschulstudium mit Promotion zum Dr. phil. als Journalist und Schriftsteller zu schreiben begonnen. Erst mit Beginn des Tonfilmzeitalters kam Zeckendorf regelmäßig mit der Kinematographie in Berührung und arbeitete in den letzten Jahren der Weimarer Republik intensiv für den deutschen Film als Drehbuchautor. Er schrieb, oftmals in Zusammenarbeit mit dem Kollegen Philipp Lothar Mayring, vorzugsweise leichtgewichtige, komödiantisch-lustspielhafte Stoffe, sporadisch aber auch dramatische Geschichten wie das Rauschgift- und Schmugglerabenteuer Der weiße Dämon mit Hans Albers. Zu einem Großteil dieser Filme entstanden auch französischsprachige Versionen.
Mit der Machtübernahme durch die Nationalsozialisten war die Karriere des jüdischen Wahl-Berliners schlagartig beendet. In einem vom UFA-Vorstand verfassten Memorandum von 29. März 1933 heißt es dort kurz und bündig: „Herr Correll wird gebeten, den zurzeit bestehenden Jahresvertrag mit Dr. Zeckendorf aufzulösen, da er mit Rücksicht auf die neuen Verhältnisse nicht zu halten ist“.
Nach den Dreharbeiten zu Der Stern von Valencia (Februar bis April 1933) erhielt Zeckendorf vom deutschen Film keine Aufträge mehr. Seine Romanvorlage zu der Liebes- und Kriminalgeschichte Der Mann mit der Pranke wurde im Vorspann nicht mehr erwähnt; längst galt der in Berlin gebliebene Jude Zeckendorf im Jahre 1935 als Persona non grata.
Einzig der in die Niederlande geflohene jüdische Regisseur Kurt Gerron, für den Zeckendorf bis 1933 häufig Filmmanuskripte geschrieben hatte, ermöglichte ihm eine Drehbuchmitarbeit: Zu den Dreharbeiten von der niederländisch-italienischen Gemeinschaftsproduktion Drie wenschen / I tre desideri konnte Zeckendorf im Spätfrühling 1937 nach Rom ausreisen.
Im Rahmen der letzten großen Deportationen aus der Reichshauptstadt Berlin wurde der inzwischen in seiner Heimatstadt völlig isolierte Dr. Friedrich Zeckendorf am 17. Mai 1943 von seinem Wohnsitz in Berlin nach Auschwitz verbracht und in Auschwitz-Birkenau vermutlich kurz nach seiner Ankunft vergast.

## Filmografie
- 1931: Meine Frau, die Hochstaplerin
- 1931: Die Schlacht von Bademünde
- 1932: Es wird schon wieder besser
- 1932: Die verliebte Firma
- 1932: Der weiße Dämon
- 1932: Ein toller Einfall
- 1932: Strich durch die Rechnung
- 1932: Wenn die Liebe Mode macht
- 1933: Ein gewisser Herr Gran
- 1933: Der Stern von Valencia
- 1937: De drie wensen / I tre desireri

## Anmerkung
1. ↑  „Über die Weiterbeschäftigung von jüdischen Mitarbeitern und Angestellten“ - Niederschrift der Ufa-Vorstandssitzung vom 29. März 1933

| Personendaten    | Personendaten                        |
| ---------------- | ------------------------------------ |
| NAME             | Zeckendorf, Fritz                    |
| ALTERNATIVNAMEN  | Zeckendorf, Friedrich                |
| KURZBESCHREIBUNG | deutscher Drehbuchautor und NS-Opfer |
| GEBURTSDATUM     | 7. Januar 1886                       |
| GEBURTSORT       | Budapest, Österreich-Ungarn          |
| STERBEDATUM      | unsicher: Mai 1943                   |
| STERBEORT        | KZ Auschwitz                         |